# 反對逃犯條例修訂草案運動過程 (2022年)
| 2019年          | 尚未開始 | 尚未開始 | 3月至6月 | 3月至6月 | 3月至6月 | 3月至6月 | 7月 | 8月    | 9月    | 10月   | 11月   | 12月   |
| 2020年          | 1月      | 2月至4月 | 2月至4月 | 2月至4月 | 5月      | 6月      | 7月 | 8月    | 9月    | 10月   | 11月   | 12月   |
| 2021年          | 1月      | 2月      | 3月      | 4月      | 5月      | 6月      | 7月 | 8-12月 | 8-12月 | 8-12月 | 8-12月 | 8-12月 |
| 2022年1月或以後 |          |          |          |          |          |          |     |        |        |        |        |        |

## 1月

### 4日
法庭提堂

3名女子於2019年10月25日，在九龍城太子道西331號至379號行人隧道內無合法辯解而損壞屬於香港政府隧道內的牆壁，用膠水將海報貼在牆上，意圖損壞該財產或罔顧該財產是否會被損壞；同日同地保管或控制一支噴膠、一盒牆貼紙、兩卷膠紙、一把剪刀、一把鎅刀、7個口罩及3支雙頭筆，保管或控制兩支噴膠、一隻手套及一個口罩，意圖在無合法辯解的情況下使用，或導致、准許他人使用該物品，以摧毀或損壞香港政府隧道內的牆壁。被控刑事損壞、2項管有物品意圖摧毁財產共3罪。2022年1月4日於九龍城裁判法院提堂。被告暫毋須答辯，以待辯方需時索取文件和法律意見。被告准以1000元現金保釋外出，並須交出旅遊證件，不准離港。案件押後至3月1日再訊。

### 17日
銀城案

警方國安處聯同海關在位於旺角銀城廣場內的「隱世市集」調查，懷疑該處發現有煽動刊物，並拘捕6人。

## 2月

### 7日
法庭提堂

警方起訴1男1女，他們涉及香港2020年爆炸品案件，7日在東區裁判法院提堂。
23歲女學生於2019年11月2日至2020年3月8日期間，在香港連同已被控的4男2女，一同串謀非法及惡意藉爆炸品導致爆炸，而該爆炸的性質相當可能會危害生命或對財產造成嚴重損害。被控串謀導致相當可能會危害生命或對財產造成嚴重損害的爆炸罪。
25歲測量員於2020年3月7日在九龍灣牛頭角道利基大廈A座17樓某室，企圖製造爆炸品，即炸彈。被控企圖製造炸藥罪。
2人暫毋須答辯，控方指本案將與另一案件合併後，轉介高等法院處理，申請押後獲主任裁判官嚴舜儀批准，押後2月14日作交付程序，並拒絕兩人保釋。

## 3月

### 30日
法庭提堂

一名51歲稅務助理主任被指威脅入境事務處人員，於2022年3月20日，在香港威脅入境人員梁洛驊會使香港特別行政區入境處的財產遭受損害，意圖導致梁洛驊作出其在法律上並非必須作出的作為，即斬死林鄭月娥。被控1項刑事恐嚇罪，30日在東區裁判法院提堂，被告暫毋須答辯，控方今天申請押後案件押後，以待索取2份精神科醫生報告，用以考慮被告是否適合答辯，以及查詢醫生建議。辯方則為被告申請保釋，惟裁判官葉啓亮在聽取雙方陳詞後，決定拒絕讓被告保釋外出，被告須還押小欖。據悉，被告自2013年確診自閉症及強迫症，至今仍須服用藥物。案件押後至4月13日再訊。

## 4月

### 26日
法庭提堂

1名18歲男子於2019年9月22日，在旺角太子道西與彌敦道交界參與暴動，被控暴動罪。後來獲法庭保釋後未按時應訊，以致法庭要下達拘捕令，終在1年後在秀茂坪一單位再被捕，被加控不依期歸押罪。被告於4月12日認罪，辯方求情指，被告事發時年輕，受朋輩影響才參與暴動，之後害怕面對自己的錯誤及家人，所以才躲藏達1年，現時已反省。法官26日判刑指，考慮到暴動規模、對公眾及警民關係的影響，認為本案的暴動情節嚴重，亦涉預謀，但留意到本案被縱火的位置屬馬路中央，而非民居或警署外。被告在報告中承認當時受社交媒體影響，現已明白要透過合法途逕表達意見，考慮到被告需要長時間的紀律訓練，助他更生及防止重犯，最終判被告入教導所。

## 5月

### 5日
法庭提堂

- 1名38歲售貨員於2021年11月15日與18日之間，在Telegram群組煽惑他人參與將於同年11月20日在香港島舉行的未經批准的集結。另於2021年11月15日與20日之間，在Telegram群組煽惑他人於同年11月20日在香港島的道路上慢駛，以導致香港島的車道遭受阻礙。被控煽惑他人參與未經批准集結及煽惑他人導致公眾地方遭受阻礙共2罪。案件5日在九龍城裁判法院提堂，被告暫毋須答辯，裁判官把案押後至6月20日再訊，以待辯方向控方索取文件及給予被告法律意見，被告准以200港元保釋，期間不得離港。[6]

- 1名24歲IVE男生，於2020年4月13日，在葵涌警署附近一帶的公眾地方，無合法權限或合理辯解，攜有2樽汽油彈，被控在公眾地方管有攻擊性武器罪。2020年4月16日於九龍城裁判法院提堂。他暫毋須答辯，控方表示會再追查其他涉案者。署理主任裁判官嚴舜儀將案件押後至6月11日於西九龍裁判法院再訊，以待警方化驗證物、分析閉路電視片段等。被告被拒保釋，還柙候訊。[7]被告否認控罪，經審訊後被裁定罪成，2022年5月5日於觀塘裁判法院由裁判官屈麗雯判刑。

辯方大律師陸偉雄求情指，被告在單親家庭成長，現就讀運動教練高級文憑課程，課餘常做義工和有兼職。被告案發時任職的餐廳停業，影響其收入大減，其母早年患上子宮頸癌，他當時在社交媒體看到有人出價5000元工作3小時感到吸引，想幫補家計卻誤中「圈套」，望法庭輕判。
屈麗雯指，涉案汽油彈已製成可隨時備用，對人命財產帶來極大破壞。雖然案發現場一帶沒有示威，但當時常見社會事件，影響公共秩序。屈官亦不同意辯方指被告賺錢心切誤中「圈套」，指被告必然知道所運物品是汽油彈，繼續運送是其選擇。另外，被告伙同他人犯案顯示本案有計畫地進行。由於案情嚴重，不排除汽油彈被用作襲擊警署，最終判囚14個月，另拒絕被告上訴期間申請保釋。

### 7日
法庭提堂

11名男女在2019年10月6日禁蒙面法生效翌日，與其他身份不詳的人士，在灣仔杜老誌道跟軒尼詩道交界，及史釗域道及堅拿道西之間的一段軒尼詩道的範圍參與暴動而被控暴動罪。其中7名被告另被控使用蒙面物品，即口罩或防毒面具，另1名被告被控在公眾地方管有攻擊性武器，即一支屬於3B級別的能發出雷射光的裝置，早前經審訊，案件於2022年4月23日在區域法院由法官林偉權裁決，林偉權宣佈全部被告所有罪名成立。其後在取得有關事後報告後在同年5月7日判刑，林偉權判刑指當日暴動時間不長但規模不小，早有預謀，有約500人參與，多次投擲燃燒彈，不是最嚴重但並不輕微。雖然眾被告只是穿上裝備加入人群行列，沒有使用暴力，但明知有暴動都不阻止便是同意暴力行為，支援都是有罪，判刑要帶阻嚇性，絕不可以姑息。其中8名被告判入獄33至37個月；考慮到年輕人的更生需要，教導所懲罰亦足夠，3名案發未成年的被告判入教導所。林偉權說被告的求情信寫得誠懇，看得到他們有深切反省，勉勵他們積極面對刑期，又說時間總會過去，日子總要面對。

### 8日
國務院批准李家超辭去政務司司長職務

特區政府根據《基本法》規定，向國務院提請免去李家超的政務司司長職務，於7日獲允許。8日正式新聞公佈。

### 10日
法庭提堂

4名中文大學學生於2021年1月11日在馬鞍山港鐵大學站A出口外、近香港中文大學校園內的出入口檢測站，與其他不知名人士參與非法集結。被控一項參與非法集結罪，10日於在沙田裁判法院提堂。4人今天暫毋須答辯，以待他們索取法律意見及控方文件。署理主任裁判官張志偉批准4人保釋，但期間不准離港、要交出旅遊證件及須遵守宵禁令，並須居住在報稱住址和每星期到警署報到3次，各人亦不得接觸控方證人；其中3人因已經不是中大學生，裁判官下令不得踏足中大校園和宿舍範圍。當中包括時任中大學生會臨時行政委員會主席區倬僖。案件押後至7月5日再訊。
特區政府強烈反對七國外長及歐盟的聲明

特區政府發表聲明強烈駁斥歐洲聯盟（歐盟）及加拿大、法國、德國、意大利、日本、英國外長和美國國務卿（七國外長）與歐盟高級代表就5月8日在香港舉行的第六屆行政長官選舉分別發表的兩份聲明。指國務院於2021年12月發表的《「一國兩制」下香港的民主發展》白皮書（《白皮書》）。《白皮書》除指出香港享有高度自治，同時亦強調中央政府對行使自治權的監督權。《白皮書》指出世界上沒有放之四海皆準的民主標準，強調中央人民政府容許香港特區推行民主制度的決心，並解釋所推行的民主制度將會具有『香港特色』。根據「一國兩制」和《基本法》第43條，行政長官同時對中央人民政府和香港特別行政區負責，而行政長官產生辦法由《基本法》附件一規定。在全國人民代表大會常務委員會於2021年3月30日修訂《基本法》附件一以完善選舉制度後，所有相關的選舉法例已獲立法會通過。根據完善選舉制度舉行的選舉，包括5月8日舉行的第六屆行政長官選舉，均已嚴格按照法例要求，公開、公平和誠實地進行。任何有關完善選舉制度削弱香港管治中的民主成分的指控皆是錯誤的。相反，完善選舉制度擴大了行政長官選舉選民基礎的代表性。選舉委員會（選委會）由原來四個界別合共1200名委員擴大到五個界別合共1 500名委員。新增合資格選出行政長官的界別分組委員來自基層組織、地區團體、中小企業及全國性團體香港成員的代表。同樣地，在完善選舉制度下，立法會的代表性也有所提升。其成員現由選委會界別、功能界別的功能團體及地方選區直選產生，更公平和均衡地代表社會各界的利益。

對於批評香港選舉制度的人士選擇完全無視香港自2019年下半年起，有獲選出的立法會議員利用其時的政治架構進行損害國家安全的活動，使香港面對持續接近1年前所未見的挑戰和安全風險，特區政府發言人表示失望。設立法定候選人資格審查委員會是為了確保選委會、行政長官和立法會選舉中的候選人符合《基本法》第一百零四條擁護《基本法》和效忠中華人民共和國香港特別行政區的要求。此憲制要求在其他司法管轄區對立志出任公職的人而言亦是相當普遍。政府發言人重申全國人民代表大會常務委員會於2021年3月的決定並沒有改變《基本法》第45下有關以普選選出行政長官的終極目標。我們深信完善選舉制度、落實『愛國者治港』和保障社會的整體利益均有利於香港民主的穩定發展。
國務院至6月底不再任命政務司司長，政府聲明政務司司長出缺不影響政府工作

行政長官林鄭月娥表示，接獲中央通知，由於現屆政府只剩下不足個3個月任期，中央政府這段期間不再任命政務司司長，她徵詢中央政府意見後，她也不打算作出署任安排，換句話說，政務司司長職位會一直出缺至今年6月30日。
另外，林鄭月娥表示已委任財政司司長陳茂波出任候選人資格審查委員會主席，以及由教育局局長楊潤雄作為資審委的官守成員，她說無論有多少人參選，也會認真處理工作，相信資審會將會在復活節假期後馬上召開會議。
政府表示，即使政務司司長一職自本月7日起出缺，但已有適當安排，政府工作不受影響。

### 31日
法庭提堂

3名男女於2019年9月22日在沙田新城市廣場及好運中心外，連同其他身分不詳的人士參與暴動；被控暴動罪，早前經審訊後，被裁定罪名成立；於2022年5月31日在區域法院由法官謝沈智慧判處入獄40至44個月。其中1名男子另被控管有攻擊性武器罪，被裁定罪名不成立。
謝沈智慧判刑時表示，今次暴動明顯有預謀，示威者在源禾路堵路，數分鐘內已令交通癱瘓，亦有人淋潑腐蝕性液體，其中1男在其女友被制服後企圖拉走她，阻止警方執法，而另1男則協助架設路障。謝沈智慧表明，不會接納三名被告求情指自己是家庭經濟支柱，因政治理念犯案。特別斥責女被告在求情信中表示「政治一事無分對錯」，形容她冥頑不靈。三名被告經審訊後被定罪才表示感到後悔是「口惠而不實」，因案而令前途受損是咎由自取。

## 6月

### 1日
警隊民望自反修例後新高

警隊民望分數分52.3分，創本示威大規模爆發以來新高。

### 7日
法庭提堂

1名地盤工人於2019年6月26日包圍警察總部期間，破壞屬於警總位於堅偉樓外的的閉路電視、警徽及警察牌匾，被落案起訴1項刑事損壞罪，7日在東區裁判法院首次提堂，主任裁判官嚴舜儀應辯方要求，將案件押後至8月3日進行答辯，期間被告准以5000港元保釋及不得離港。

### 14日
法庭提堂

- 2名男子於2019年6月26日包圍警察總部期間向外牆淋油，被落案起訴各1項刑事損壞罪，14日於東區裁判法院首次提堂。辯方以索取文件及提供法律意見要求押後，最終延後8月9日再訊，2被告續准以5000港元保釋，期間不准離港及向警署報到。[19]

- 1名22歲男學生於2020年6月30日，在觀塘道418號創紀之城第5期apm內與同其他身分不詳的人參與「和你Sing」活動。被控一項非法集結罪，案件14日於觀塘裁判法院首次提堂。被告暫毋須答辯，控方申請押後以將此案與另案合併，獲主任裁判官錢禮批准，被告准以5,000元保釋，期間不得離港及須交出旅遊證件。案件將押後至6月22日與其他案件合併再訊。[20]

### 15日
法庭提堂

1名29歲無業女子，於於2019年9月2日，在九龍太子道西142號旺角警署外襲擊一名在正當執行職務的警務人員，以及在同日同地攜有攻擊性武器，即一個能發出雷射光束的裝置。被控襲警及在公眾地方管有攻擊性武器2罪，2022年6月15日在西九龍裁判法院首次提堂。裁判官應辯方要求，將案件押後至8月4日再訊，以待辯方索取文件及給予被告法律意見，期間被告准以3000港元保釋候訊。2020年8月4日第二次提堂，女被告否認全部控罪。控方指將會傳召8名證人，而辯方則除被告外沒有其他證人。裁判官香淑嫻將案件排期至10月19日及20日進行審訊，期間被告准以原有條件保釋候審。

### 16日
法庭提堂

27歲前無綫電視技術員張建華，於2019年8月9日、11月14日及11月19日反修例示威浪潮期間，在網上連登討論區發布帖文，分別非法煽惑其他不知名人士，無合法辯解而摧毀香港鐵路有限公司的閉路電視、美心麵包店、商店、餐廳或業務，及香港電視廣播有限公司的發射站。例如損壞港鐵設施、「大裝修」美心食品、「狙擊」TVB藝人、杯葛TVB廣告客戶及「火攻發射站」等字句；被控3項煽惑他人刑事毀壞罪。他否認控罪，經審判訊後被裁定全部罪名成立。裁判官劉淑嫻16日在觀塘裁判法院判刑時指，被告鼓吹攻擊被視為「藍絲」的商業機構，行為愚昧且自私，而商業活動是本港賴以維生的經濟支柱，被告已直接或間接影響市民的生計。截至2021年12月為止，連登帖文的總瀏覽量達1800萬，可見互聯網的資訊可廣泛流傳。案發時香港正經歷連串暴力衝擊，多區均有長時間的示威遊行，雖然涉案帖文的回應少，但亦可造成深遠影響。衡量整體判刑原則後，考慮被告沒刑事紀錄，以6個月為量刑起點，每項控罪4個月分期執行，最終判被告入獄一年。

### 21日
法庭提堂

2名18歲和15歲少年，於2020年8月7日在將軍澳廣場的東海堂店內損壞兩部收銀機的屏幕、一部八達通閱卡器、一部電子條碼掃瞄器、一道木門及一個櫥窗膠櫃，意圖損壞該等財產或罔顧該等財產是否會被損壞。各被控1項刑事損壞罪，早前2人認罪。21日在區域法院由法官李慶年判刑。辯方求情指18歲被告及早認罪，犯案時只有16歲，本性善良，因受到當時社會負面氛圍影響而犯案，現已感到極大悔意，父母亦因此非常痛心；而15歲少年及早認罪，同樣充滿悔意，本性善良、有愛心、孝順、樂於助人，尤其是長輩和老人。李慶年判刑指控方考慮被告家境後沒有要求被告賠償，案發片段顯示本案共有5名犯案者，其中一位曾燃點火種燃燒了約13秒便熄滅，而少年曾使用石頭般硬物，破壞店内小型顯示屏。李官認為本案控罪性質雖然嚴重，涉及社運事件，案發於將軍澳某商場，惟本案情節屬中等至輕微，被告於凌晨時分犯案，維時約1分鐘，當時沒有任何群眾聚集，沒有機會激起更大混亂，沒有傷及店員、顧客、途人，當時亦沒有警員在場，避免了和警員正面衝突，遂沒有因此令在場的小童或老人產生恐慌。認為兩位被告年幼初犯，出於一時錯判形勢，選擇使用暴力宣洩及解決社會問題，採納青少年罪犯評估委員會報告建議，18歲青年判處進入更生中心。而15歲少年身心評估則較為負面，尤其是社運事件令其更頑皮反叛，被捕後態度懶散，中三輟學後遊手好閑，與不良分子來往，參與賭博場所的活動，去年修讀文憑課程亦因出席率不足而被終止學業，保釋期間又違反宵禁令，終決定採納青少年罪犯評估委員會報告，判少年入勞教中心。

### 22日
法庭提堂

1名21歲侍應，於2019年9月3日，在旺角彌敦道775號外公眾地方無合法權限或合理辯解，而攜有一個能發出雷射光束的裝置。被控在公眾地方管有攻擊性武器罪，2022年6月22日在西九龍裁判法院提堂。裁判官把案押後8月10日再訊，以待辯方索取文件及給予被告法律意見。期間被告准以3000 港元保釋，但不得離港及每周須到警署報到1次。

### 23日
法庭提堂

- 2名就讀青衣長康邨樂善堂梁植偉紀念中學的中學生，於2020年7月24日用火損毀青衣樂善堂梁植偉紀念中學的花槽、牆壁及正門，以及意圖藉此危害他人的生命，或罔顧他人生命是否會受到危害。其中1人在同年5月25日與另一不明人士用伸縮棍破壞多道玻璃校門，以及遭淋潑汽油和投擲燃燒物，及管有2支伸縮棍。被控縱火意圖危害他人生命，縱火而意圖或罔顧財產受損及刑事毀壞等3罪。23日在區域法院由法官林偉權判決，裁定縱火意圖危害他人生命罪名不成立，但改為裁定縱火而意圖或罔顧財產受損罪成。案件押後7月7日候判，以待索取教導所報告，期間被告須還押。[26]

- 1名36歲學校圖書館管理員被指在2019年10月6日，在香港非法煽惑訊息應用程式「Telegram」的使用者，無合法辯解而損壞屬於一間名為「360」的店舖的財產，意圖損壞該財產或罔顧該財產是否會被損壞。被控1項煽惑他人犯刑事損壞罪。案件23日在東區裁判法院提堂，被告暫毋須答辯。裁判官把案押後至8月15日再訊，以待辯方索取文件及給予被告法律意見，期間被告准以1000港元保釋，但不得離港及須每周到警署報到1次。[27]

### 28日
法庭提堂

- 1名26歲男編輯於2019年9月8日，在旺角快富街及彌敦道一帶的公眾地方無合法權限或合理辯解，而攜有攻擊性武器，即2個能發出雷射光束的裝置、1把雨傘和1支行山杖。被控1項管有攻擊性武器罪，28日於九龍城裁判法院首次提堂。被告暫毋須答辯，裁判官莫子聰將案件押後至8月11日再訊，以待辯方索取文件及法律意見，被告獲准以1000元保釋，期間不得離港、須交出旅遊證件、居於報稱住址及每2星期到警署報到一次。[28]

- 2男3女於2019年10月27日下午，在旺角亞皆老街近染布房街一帶聚集，期間多處有堵路、破壞公眾設施及阻塞通道等行為。其後警方於13日重新拘捕5人，分別控告他們管有攻擊性武器及管有物品意圖損壞財產等6項控罪。28日下午在九龍城裁判法院首次提堂。

21歲學生彭海兒，被控於2019年10月27日，在香港九龍何文田亞皆老街117號至121號外保管或控制1罐黑色噴漆及1罐紅色噴漆，意圖在無合法辯解的情況下使用或導致他人使用或准許他人使用上述物品，以摧毀或損壞屬於另一人的財產；
18歲學生馮詩詠，被控在同日同地保管或控制1把黑色士巴拿；
24歲學生梁翰堯，被控於同日同地的公眾地方，無合法權限或合理辯解，而攜有攻擊性武器，即1個能發出雷射光束的裝置；也被控於同日同地保管或控制1把士巴拿，1把玻璃膠槍連玻璃膠、1罐黑色噴漆、3管強力膠、1把六角扳手和1把鉗子；
38歲無業男子朱啟輪，被控於同日同地的公眾地方，無合法權限或合理辯解，而攜有攻擊性武器，即2個能發出雷射光束的裝置；
23歲學生陳詠琪，被控於2019年10月27日，在香港九龍何文田亞皆老街113號外保管或控制1罐黑色噴漆及1把六角扳手，意圖在無合法辯解的情況下使用或導致他人使用或准許他人使用上述物品，以摧毀或損壞屬於另一人的財產。
被告暫毋須答辯。裁判官莫子聰把案件押後至8月23日再訊，以待5名被告索取法律意見，並批准各被告以2000港元保釋外出，期間不得離港、交出旅遊證件、居於報稱住址及每兩星期到警署報到1次。

### 30日
法庭提堂

1名33歲廚師，於2019年10月6日，在灣仔杜老誌道近軒尼斯道以及史釗域道與堅拿道西的一段軒尼詩道，連同其他身分不詳的人士參與暴動，及同日同地身處非法集結時，無合法權限或合理辨解而使用相當可能阻止識辨身份的蒙面物品；被控暴動及違反《禁蒙面法》兩罪。被告早前認罪，辯方早前求情時呈上同一暴動事件的判刑，懇請法庭考慮，又指被告一時衝動、受現場氣氛影響才拾起磚塊，非熱心和積極的帶領者，亦無全副武裝現身。30日在區域法院由法官王詩麗判刑，王詩麗重申，法律不容無故及嚴重的暴力行為，尤其是針對執法人員，因此判刑須具懲罰性和阻嚇性。當日銅鑼灣的集結演變成暴動，示威者在警方重複警告下拒絕散去，更連番作出照射強光等破壞行為，更向警方投擲至少14枚汽油彈，有記者因而遭誤中而面部受傷。被告不是單純現身壯大聲威，其角色更主動鮮明，罪責更嚴重，表明另案的判刑沒有約束力。最終以57個月監禁為量刑起點，給予被告四分之一認罪扣減，並在考慮量刑整體性後判被告就兩罪入獄3年7個月。

## 7月

### 1日
香港回歸25周年
中共中央總書記習近平前往香港視察，自新冠疫情以來，首次離開中國大陸本土。
李家超和其政府主要官員在就職典禮上宣誓，出任第6任香港特別行政區行政長官和香港特別行政區第六屆政府成立。

### 6日
法庭提堂

1男1女於2020年6月30日，在觀塘創紀之城第五期apm內參與「和你 Sing」活動，被控非法集結罪。2022年5月11日在觀塘裁判法院提堂。當時主任裁判官錢禮應辯方要求，將案件押後至6月22日再訊，以便辯方索取文件，期間被告獲准保釋。6月22日，2人正式認罪，裁判官劉淑嫻下令兩人還押至7月6日判刑，期間索取背景報告。
7月6日，2人於觀塘裁判法院由裁判官劉淑嫻判刑，辯方引述背景報告指，首被告從小到大品學兼優，有良好的家庭背景，亦無不良嗜好。她的夢想是成為網絡工程師，還押期間亦不斷閱讀進修。辯方強調，首被告希望藉參與活動表達意見，但從未打算參與暴力事件，現已相當後悔，承諾日後會奉公守法，望法庭判處短期監禁，「既符合法律，又符合情理」。劉淑嫻指，雖然涉案活動不涉及暴力、沒有商店被破壞，但影響店舖運作及顧客，決定予以加刑。對於辯方稱次被告患自閉症及智力較低，劉淑嫻直言「睇唔到佢智力遲緩、比唔上人，與本案有任何關係」。劉淑嫻表示，量刑時考慮到活動有預謀、計劃周詳，約100人參與，不涉及暴力，事件歷時約50分鐘，警方5分鐘內給予4次口頭警告，並舉黃旗，沒有商舖遭破壞及兩名被告有份搖旗吶喊，但並非典型「暴徒」裝束等因素。以10星期監禁作量刑起點，考慮到兩被告在商場犯案，影響店舖和顧客，決定加刑 3.5 星期，念在他們有良好品格、即時認罪，准扣減部分刑期，最終總刑期為8星期，而且不得緩刑。

### 7日
法庭提堂

2名中學生於2020年7月24日，兩被告涉用火損毀青衣樂善堂梁植偉紀念中學的花槽、牆壁及正門，以及意圖藉此危害他人的生命，或罔顧他人生命是否會受到危害，兩人同被控一項縱火意圖危害他人生命罪。另1人被控刑事損壞及在公眾地方管有攻擊性武器罪，即於同年5月25日損壞該校正門，及在該校外管有兩支伸縮棍。2022年7月7日在區域法院判刑，法官林偉權早前裁定第1被告就「有意圖而縱火罪」罪成，被告曾在校門前縱火，損壞校門、旁邊的花槽和牆壁。不過，法庭認為其意圖只是縱火而意圖或罔顧財產受損，其縱火意圖並非危害他人生命。第1位被告干犯的罪行嚴重，若是成人犯人應判即時監禁，刑期應是3年；被告現時仍未滿21歲，是年輕犯人，但判處刑期應與罪行嚴重性相稱，故法庭拒絕接納建議判處被告刑期較短的勞教中心報告，下令索取刑期可達36個月的教導所報告，以配合罪行嚴重性。有關報告顯示，被告缺乏管教、交上損友、受人影響而犯下本案，認為被告應接受全面的懲教訓練及更生鍛練。法官指，當時社會仍在動盪之中，被告有預謀有計劃與另一人犯案，但是，考慮到被告行為只涉損害財產、不涉人命傷亡，以及犯案時年輕，法庭不能忽略其更生需要，判處教導所既有懲教及阻嚇作用，亦可達至更生，比起如成人在監獄中服刑更好，故最終判處入教導所。
而第2被告早前裁定第2被告3罪均表證不成立，當庭釋放；林偉權在判詞中指警員未能合理解釋為何將被告父母帶回警署，令人懷疑是否如被告所言，曾遭威嚇如不招認便拘捕其父母。考慮到被告及其母親的供詞，林官信納被告是在警員威嚇及誘使下錄取口供，並斥警員故意不警誡被告，是蓄意違規，剝奪疑犯的緘默權利。
林偉權也提及，涉案學校事後的維修費用達8萬9千多元。對此，辯方指被告在案件後停學，曾出社會工作，但現時無業亦沒有經濟能力，而父母亦因疫情沒有工作，其姐的收入亦不高，難以作出賠償。林官指，被告應為自己的責任負責，他無意叫被告家人代為賠償。法官最終並沒有頒下賠償令。
辯方求情時指，教導所報告顯示被告成績雖然「麻麻」，但是操行不差，只是升上高中時剛巧香港發生社會事件，被告加入了一些網絡群組，才干犯了此罪行。被告坦白向感化官講述案件的詳情，感化官認為被告有悔意，被告亦明白需要承擔法律後果，希望服刑後可以繼續讀書。被告成長期間家人均有支持，審訊期間家人每日都有到庭，未來會繼續關注及支持被告，希望法庭考慮到被告案發時只18歲、現時仍是20歲的小伙子，他亦因本案曾還押約3個月，已經上了很寶貴、不容易的一課，希望可接納報告建議，給予被告一次機會，判處被告進入教導所，被告定必會珍惜法庭給予的機會。

### 11日
外交部駐港公署駁斥史墨客言論

外交部駐港公署發言人就即將卸任的美國駐港總領事史墨客所谓“临别演说”，污蔑中方涉港方针政策，诋毁“一国两制”成功实践，表示坚决反对，予以强烈谴责。

### 12日
在港入獄的美國律師在美國國會作證

在反送中運動中襲警罪成入獄而留有香港案底的美國律師森姆菲臘貝克特（Samuel Phillip Bickett），出席由美國國會及行政當局中國委員會（CECC）舉行，主題為「香港公民社會的瓦解」的聽證會。聽證會目的是希望在香港主權移交25年之際，了解曾經在當地參與香港公民社會工作和遭受迫害人士的親身經歷，以及聽取他們對美國的政策有何建議。
貝克特以自身在香港經歷過的司法不公，向國會議員說明香港的法治如何沉淪。他指出，很多人討論《港區國安法》，但更需要關注的問題其實是《普通法》被扭曲來迎合北京，因為大部份的抗爭者或政治犯都被控以《普通法》的罪名。
如果案件涉及北京的政治利益，被告能夠接受公平審訊的希望渺茫。與《國安法》相比，很少有人談到傳統《普通法》法院的沉淪，但絕大多數被告、政治犯，是被指控違反這些在書本上幾十年來一直沿用的《普通法》法律，它被扭曲以迎合北京的需要。很多法官有份摧毀法治，把舉證的責任倒置詮釋。法官有時仍會要求檢控方面提出證據，但卻經常以被告沒有充分理據證明自己清白，或者忽略甚至歪曲被告的辯論理由，來判其有罪。
他又重提自己在香港遭遇，不但在拘留時受到不人道的對待，在一個只有華氏35度（即攝氏２度）的房間問話，而且在審訊過程中亦見盡警察凌駕法治的行為。
法律要求律政司獨立運作，但在政治案件中，其實是警察在發號施令。在我的案件中，第一位檢控官曾告訴我，警察向其上司施壓，指示必須落案起訴，因為我是外國人，而我在鏡頭前令警察尷尬。那個檢控官很快被換掉，此後的每次庭審，都有兩名警察坐在新的檢控官後，並對其發出指示。這種政治官員在檢控官耳邊私語的場面，在現在的法庭和所有政治案件中已經變得很常見。
他促請美國當局加大對港的制裁力度，尤其針對中層的警察及檢控人員，讓他們為其行為付上代價，他又希望國會通過《美國競爭法》之中有關為港人提供簽證的措施，讓港人能夠來美國工作並作出貢獻，以及限制美國人投資在有份打壓人權的中國公司。
特區政府駁斥史墨客言論

特區政府發表聲明，就即將卸任的美國駐港總領事史墨客臨別演辭中，有關《港區國安法》及有關完善香港特區選舉制度後舉行的行政長官選舉的評論乃不公平的指控，與事實全然不符。

### 13日
警方在西貢拘捕逃亡反修例人士

警方新界南總區重案組於13凌晨在西貢區拘捕4名男子，4人均是因沒有應訊而被法庭通緝；其中1人是2019年國慶荃灣衝突中中槍的曾志健。包括曾志健在內的3人於14日在區域法院提堂，另1人在東區裁判法院提堂。
特區政府駁斥美國國會報告

特區政府發表聲明，駁斥美國國會轄下「國會及行政當局中國委員會（CECC）」題為《香港檢控官在政治檢控中有關鍵角色》的研究報告。強烈譴責內容是「卑劣的霸凌行為」。
報告指出，有關國安法和2019年的支持民主運動示威者的檢控工作，大多由2020年4月左右於律政司刑事檢控科內成立的「特別職務」隊負責，但其運作並不透明，而檢控工作亦被認為是政治檢控。刑事檢控專員楊美琪在去年底的回顧中曾承認，有些由他們提出的檢控屬「政治敏感」，但又強調會依法獨立作出檢控。然而，報告續稱，楊的年度回顧並無提及被指為政治檢控的國安法案件，例如涉及47人的民主派人士進行初選卻被指顛覆一案。自2019年中起，已有至少2944人因國安法和與示威相關的罪名被控，這些人包括示威者、記者、公民社會工作人員及反對派政治人物，部分案件侵犯基本人權。而負責有關檢控的，除楊美琪外，還有署理副刑事檢控專員周天行、署理高級助理刑事檢控專員伍淑娟和蕭啟業、署理助理刑事檢控專員羅天瑋和張卓勤。除上述六人，另有九人有不同程度參與案件，但不知是否屬於「特別職務」隊。法國國際廣播電台根據港府電話簿搜索，他們包括高級助理刑事檢控專員陳淑文和黎劍華，但另外七人則不在電話簿內，未知是否屬於外聘人員。
報告總結，情況令人憂慮，香港法治正被侵蝕，可能需要美國和國際社會採取行動。但報告沒有直接建議制裁上述檢控人員，但在「政策選項」章節中有提及制裁，指在美國法律下，侵犯人權及破壞香港自治的非美國人可被制裁。報告也提及，新任律政司長林定國曾說不怕被制裁。
政府重申以所謂「制裁」恫嚇律政司司長和15名檢控人員，再次展示委員會「卑劣的霸凌行為」。發言人指出，這是公然踐踏法律公義，嘗試以霸權主義威嚇來粗暴干涉香港事務，而重複謊言則「反映其小人之心、下流行為。」港府續稱，基本法訂明，律政司主管刑事檢察工作，「不受任何干涉」，這「干涉」包括任何外部干涉。
律政司司長林定國則重申，不擔心受到所謂「制裁」，強調律政司無所畏懼，對司內人員充滿信心，將竭盡所能，確保他們能夠毫無憂慮地履行職務。

### 14日
早前在西貢被警方拘捕的4名被法庭通緝的男子重新回到法庭提堂

4人分別是於2019年10月1日荃灣警民衝突中，被防暴警員近距離以實彈射中左胸，事後被控暴動及襲警等罪的曾志健；同時在2019年10月1日在荃灣參與暴動，被控暴動罪的馮清華；另1名是在2019年10月13日在將軍澳「私了」便衣警，被控暴動、非法禁錮、有意圖而導致身體受嚴重傷害，以及身處非法集結時使用蒙面用品4罪的黃姓少年，他們3人被帶往區域法院提堂；控方指，3人有極高的潛途風險，故反對他們保釋。3人均沒保釋申請，還押至9月13日，以待辯方申請法援、提供法律意見等，保釋金事宜留待下次提訊處理。
而另1名是在2019年6月12日在金鐘集會中，被控參與非法集結及管有危險藥物兩罪的王愷銘，他被帶往東區裁判法院提堂。他庭上承認他在2020年底上庭前聲稱肚痛須求醫後失聯，裁判官充公其2000元擔保金，還押直至8月31日再訊。

### 15日
法庭提堂

- 警方於14日拘捕1名34歲貨倉管理員，他涉嫌在2020年10月至2022年7月13日期間，連同其他人意圖妨礙司法公正，即向四名男子提供協助，而有目的為逃避法庭聆訊或逃離香港、阻止及阻礙警方調查或可能引起的訴訟，被控作出一項或一連串妨礙司法公正罪，15日在西九龍裁判法院提堂。被告不准保釋還押，案件押後至9月再訊。[40]

- 一名34歲地產經紀，2019年10月6日因管有一袋48條6英寸長的塑膠索帶，被控管有工具適合作非法用途罪，2020年8月被裁定罪成，判囚5個半月，現已服刑完畢。2022年7月15日於終審法院上訴得直。終審法院就首宗管有索帶而判囚的案件頒下判詞，案件爭議簡易程序治罪條例第17條中「適合作非法用途的工具」及「意圖將其作任何非法用途使用」的涵蓋範圍，而上訴庭駁回上訴時，曾指條文中的「非法用途」不局限於工具的特定用途。分析條例在修訂過程中，加入為束縛人身而製造的工具為第三個新類別，以區分已列明的攻擊性工具及用作非法進入處所的工具，但之後條文中譯本未有忠實地按英文原文翻譯將三類工具混合。強調條文須按英文原文詮釋，「非法用途」應只受限於特定工具，否則會令條例的涵蓋範圍變得極其廣闊，令條文下的罪行成為「思想罪行」，亦不符合條文的立法歷史。裁定「意圖將其作任何非法用途使用」，應受到條文中三類工具限制，即若工具屬束縛人身類使用意圖應為束縛他人身體，若屬攻擊性武器則要有傷害他人身體意圖。今次案中六英寸長的塑膠索帶不是為束縛人身而製造，不屬束縛人身工具的類別，不是攻擊性武器，也不是適合作非法進入的工具，因此不屬條例涵蓋範圍。五名終院法官一致裁定上訴人上訴得直，推翻被告定罪。[41]

- 1名21歲女教師於2019年9月2日在旺角警署外設路障，在警方驅散逃跑期間被制服，在她身上搜出一部無線對講機。被控無牌管有無線電通訊器罪。女教師早前已認罪，2022年7月15日在西九龍裁判法院判刑。辯方求情時指被告現時是教師，希望樹立好榜樣，明白自己的行為錯誤，希望法庭給予機會。裁判官判刑時表示，考慮到被告初犯以及索取的報告良好，決定給予被告機會，最終判160小時社會服務令。[42]

### 16日
法庭提堂

2022年7月16日，12港人案中的其中2人廖子文、鄭子豪及另外2人李威龍及鄭進於2019年9月30日於灣仔駱克道金樂大廈19樓一個單位管有製造汽油彈的原料，意圖將其作非法用途使用。被控一項藏有攻擊性武器罪名的案件在區域法院由法官游德康判刑。
游德康表示，首被告李威龍罪責最重，他身上有3張買樽裝飲料的收據，閉路電視片段顯示他曾4次到零售店購物，5次進入涉案大廈，又在手機通訊程式討論如何投擲汽油彈及供人使用。另有7段縱火燃燒片段、製造汽油彈的搜尋紀錄，顯示他打算向人提供指導，角色舉足輕重，為案中主要角色，以4年監禁為量刑起點，認罪扣減至38個月。
次被告鄭進，管有單位匙卡，負責帶同案其他被告到單位，身為手機通訊程式群組成員，電話內同樣有多條製造汽油彈片段，積極參與管有汽油彈原材料，角色不輕，以39個月為量刑起點，認罪扣減至29個月。
至於鄭子豪及廖子文犯案時年僅17歲，由於汽油彈半製成品將用於暴動摧毀財產，與暴動不可分割，所以須判囚。但兩人罪責同樣較低，單純於現場出現，與其餘事情一概無關，兩人當時是學生，人生經驗淺，犯案角色消極，刑責較低，以3年為量刑起點，認罪分別減刑至28和27個月。再加上早前妨礙司法公正罪刑期，決定分期執行，總刑期分別為31個月。

### 18日
律政司追討唐英傑訟費

首宗《港區國安法》案被告唐英傑因向高等法院申請人身保護令及《港區國安法》案件不設陪審團提出司法覆核2案敗訴，被律政司追討訴訟費連利息合共超過138萬港元。

### 21日
法庭提堂

1名25歲男子，因在2019年11月8日在黃大仙中心北館外抗拒警員20078張志光；被控抗拒在正當執行職務的警務人員罪。被告否認控罪，經審訊後於2022年7月21日在九龍城裁判法院由裁判官崔美霞判決罪名成立。
崔美霞裁決時，引述制服被告的警員20078供稱到場掃蕩時，看到為數約50人的人群中，其中一人即被告突然快步離開並轉身走向黃大仙廣場，警員鎖定他後上前制服他並控以非法集結及蒙面罪時，被告向前倒地，警員大聲宣布被告已被拘捕；但被告反抗欲撐起身，並用腳向後踢，令警員無法為他帶上手扣，警員於是大聲向同袍求助，期間被告仍不斷反抗，其後支援警員向被告面部噴胡椒噴霧後被告始平靜。期間有警員在其袋內搜出放在盒內的鐳射筆及電池，被告再以管有攻擊性武器罪被拘捕。警員20078作供的可靠性及可信性是本案關鍵，但辯方對警員批評並非關鍵，法庭接納警員的證供。
崔美霞就被告的供詞聲稱戴口罩手套是「悼念模式」，但被告當時戴的是工業手套，並不合理；加上當時禁蒙面法已頒布，被告聲稱為配合其他人、去現場看看亦不合理，被告既然是在網上得悉活動，那他必然知道禁蒙面法已經實行，其行為有違常理。崔官認為被告證供存在矛盾及內在不可能性，認為被告並非誠實可靠的證人，因此不會接納其證供。雖然辯方指被告沒有意圖抗拒警員，但是被告被制服前已聽到有人叫「警察！咪郁！」他明顯知道他正在被警員制服；辯方又指他的動作是受胡椒噴霧影響而非反抗行為，但法庭不接受此說法，崔官認為被告不斷爬起、腳踢，令警員無法將他鎖上手扣制服，行為已構成抗拒警員執法，裁定控方已成功舉證。崔美霞即場拒絕辯方提議，並指控罪嚴重，被告在審訊後被定罪，不會考慮社會服務令，令被告即時還押至8月4日判刑。

### 22日
法庭提堂

- 1名27歲男子，因在2021年7月26日涉嫌將劍擊港隊代表張家朗在東京奧運中奪得花劍個人賽金牌頒獎片段，配上帶有「港獨」意味的社運歌曲《願榮光歸香港》，並將片段發布到網上平台。涉嫌在香港以任何方式公開及故意地侮辱國歌，被控違反《中華人民共和國國歌法》中的侮辱國歌罪，以及一項侮辱區旗罪作為交替控罪。2022年7月22日在東區裁判法院首次提堂，裁判官嚴舜儀將案押後至9月2日再訊，讓被告有足夠時間聘請律師，期間被告獲准保釋。[46]

- 1名41歲網媒男記者，在2021年7月26日在觀塘apm商場見證劍擊港隊代表張家朗在同日東京奧運中奪得花劍個人賽金牌，在播放中國國歌期間高舉香港英國殖民地時期旗幟而被控違反《中華人民共和國國歌法》中的侮辱國歌罪，2022年7月22日於觀塘裁判法院提堂，裁判官劉淑嫻將案件押後至9月9日再訊，以待辯方索取文件及法律意見，期間被告以5000元現金、交出旅遊證件、不得離開香港等條件保釋。[47]

### 27日
海外港人宣布成立「香港議會選舉籌備委員會」

一群海外港人，27日在加拿大多倫多舉行記者會，宣布成立「香港議會選舉籌備委員會」（籌委會），以作舉行一場全球港人均可參與的普選，選出一群在國際上代表香港人發聲的香港議會成員。
委會成員，國際事務小組主席兼概念倡議人，電子企業家袁弓夷表示，目的是要求外國政府支持在聯合國已簽署的宣言，（每個）族群有公投自決權，即香港人一樣有公投自決權。有議會、有憲章草稿後，便可公投自決。
籌委會在新聞稿中表示，香港已淪陷於中共全面管治，香港人失去自由選出代議士的權利，真實民意被扼殺，因此希望以實現主權在民原則，真正實踐普世價值，讓港人通過一人一票方式直接選出民意代表。初步的籌備工作包括就香港議會的選舉辦法擬定規則和程序；設計一套能夠保障選民安全的投票機制，包括設立合資格選民的身分認證系統；向海內外港人社群推廣香港議會訊息，呼籲港人積極投票；尋求國際上支持香港主權在民的理念，以及自由民主同路人對香港議會的支持與協助；並確定香港議會選舉的提名、宣傳、投票、點票程序，以及國際監選機制。籌委會說，第一屆香港議會產生後，將由民選議員決定未來的香港政體事宜。
除了袁弓夷外，其他主要成員包括籌委會主席，前星島日報溫哥華版總編輯何良懋、公共關係小組主席，前立法會議員梁頌恆。
法庭提堂

1名68歲退休人士於2022年4月29日下午5時06至29分，無合法權限或解釋，且沒有警務處處長發出的許可證，而在位於東涌市中心巴士總站行人路上的公眾街道或道路上奏玩二胡。被票控違反《簡易程序治罪條例》，7月27日於西九龍裁判法院提堂。被告否認控罪，反問「為甚麼香港就不行？香港不是『一國兩制』嗎？在民主自由的香港就不行嗎？」暫委裁判官曾慶東聞言指「唔得㗎喎」，並解釋在香港街道表演需要領牌，否則即屬違法，提醒被告假如經審訊後遭定罪，判刑方面將不獲扣減；同時被告提出國際人權公約、自己表演經歷等均對法庭沒有幫助，堅持不認罪，案件終押後至9月5日開審，料控方將傳召1名警員作供。

## 8月

### 3日
保安局嚴厲譴責「香港議會」涉顛覆國家政權罪

保安局發表聲明，對袁弓夷、何良懋及梁頌恆等人在海外籌組所謂「香港議會」，作出嚴厲譴責，他們的行為涉嫌違反《港區國安法》第22條「顛覆國家政權」罪。警方定必會依第37條追究，將有關人士緝捕歸案。呼籲市民要與任何違反《香港國安法》的人士，以及他們組織的非法活動劃清界線，以免承擔不必要的法律風險。
袁弓夷表示不懼通緝 其媳婦和他劃清界線

袁弓夷向美國自由亞洲電台表示早就收過來自北京國安的警告，一早有心理準備，反映建立「香港議會」正中北京的要害。而「香港議會」在社媒上回應指，被非法不義的政權通緝是其榮幸，又認為法治或法律的合法性是建立在人民同意的基礎上，所以「不論是所謂的《國安法》，或是引用《國安法》通緝香港議會籌備委員會委員的所謂『香港政府』，卻是完全沒有香港人的授權，遑論同意。我們籌組一個能真正代表香港人的香港議會，卻被一個沒有人民授權的「政府」通緝，只會令世界覺得無稽和可笑」，籌委會又表明不會向獨裁者低頭，並會繼續籌備香港議會。
袁弓夷媳婦、新民黨籍立法會議員容海恩更馬上與家翁劃清界線，同日在Facebook發文批評，「梁頌恆、袁弓夷及何良懋等人在海外籌組所謂的『香港議會』，毫無疑問是一個有計劃、不顧一切後果、全心惡意顛覆特區政府職能以及破壞特區政府的組織」，她又表明全力支持警方打擊所有違法活動，以儆效尤。

### 4日
法庭提堂

7月21日因抗拒警務人員罪罪成的25歲男子，4日在九龍城裁判法院被裁判官崔美霞判處入獄12星期，被告判刑後申請保釋等候上訴，獲裁判官批准。

### 5日
容海恩和袁弓夷終止關係

新民黨籍立法會議員容海恩在報章發表聲明，宣布與老爺袁弓夷脫離關係。
聲明標題為「國之大義」、「脫離爺媳關係」。容海恩表示，作為流著偉大祖國之血的中國人，在國之大義的前提下，基於據國安處稱，袁弓夷涉嫌違反《港區國安法》中顛覆國家政權罪名，宣布正式與袁弓夷脫離翁媳關係。

### 8日
區志光出任港區國安委秘書長

國務院根據行政長官李家超的提名和建議，任命前保安局副局長區志光接替已出任政務司司長的陳國基，擔任港區國安委秘書長。

### 11日
法庭提堂

1名20歲男學生於2019年11月10日在荃灣禾笛街荃新天地1期地下G16B鋪外參與非法集結。被控非法集結罪。2022年8月11日在西九龍裁判法院提堂。涉案男生暫毋須答辯，獲准以現金1000港元保釋，案件押後至8月17日作答辯。

### 22日
法庭提堂

1名18歲學生，在2019年12月14日，在秀茂坪利安道15號順利商場（一期）3樓行人天橋保管兩罐噴漆，以摧毀商場一幅牆，事隔逾2年半後被控一項管有物品意圖摧毀財產罪。2022年8月22日在觀塘裁判法院首度提堂，押後至10月3日再訊，以待辯方索取文件及提供法律意見，期間被告准以500元保釋。

### 31日
法庭提堂

去年9月因被控「不斷打電話罪」而提堂的廣告設計員，控方加控「藐視法庭」罪，31日在高等法院提堂。
現年58歲被告並沒有律師代表，自行應訊。被告稱，於上月21日才從警方手上收到約2500頁、5個文件夾；上周再收多9個文件夾，被告指自己有工作，又需要照顧年邁的母親、自己身體不佳有病及抑鬱，沒有律師代表要自行翻查文件案例，故需時閱讀文件才去找律師，申請將案押後一年。 
控方則指，是次聆訊本應處理交付申請，控方反對被告申請案將押後一年，認為被告既已收妥文件，法庭應盡快處理案件，要求法庭頒下指示。
法官陳慶偉稱要在合理時間處理案件，拒絕被告押後一年要求，最終只批准押後3星期至9月20日再訊，讓被告看文件案件和屆時被告須告訴法官是否會聘請律師。 被告不滿不公不利但遭陳慶偉駁斥。

## 9月

### 26日
法庭提堂

1名工程師3年前在通訊軟件Telegram設立「實用工程知識分享頻道」，圖文並茂寫「格鬥攻略」，教人襲警及製造炸藥，並表示「希望能夠令各位發個好夢」。他早前承認串謀煽惑他人蓄意導致身體受嚴重傷害及串謀煽惑他人製造炸藥2罪，2022年9月26在區域法院由暫委法官劉綺雲判刑。
劉綺雲指，涉案頻道有逾2萬人訂閱，人數眾多，被告行為持續危害公眾安全。被告不只轉載貼文，還主動參與，積極作資料分析和提供意見，鼓吹他人「無底線」地違法，部分傷害他人方式極具殺傷力，更有致命風險，持續對公眾安全產生潛在威脅。警方於判刑後指，由於犯案時期長及持續，而且互聯網可以廣泛地散播，被告行為明顯加強煽惑的效果，發佈的內容煽惑他人傷害警察，亦對公眾做成威脅。被告不只是轉發貼文，且主動參與亦知道是公開頻道，可以短時間內煽惑多人，加劇嚴重性。警方案於發後已移除頻道內容，以免內容進一步被轉載發放。
劉綺雲最後分別以監禁5年為2項控罪的量刑起點，認罪扣減後刑期45個月。由於兩罪性質類近，顧及整體量刑原則，下令刑期同期執行。另考慮他配合調查，重犯機會低，酌情扣減3個月，最終總刑期為42個月。

## 10月

### 3日
法庭提堂

- 18歲學生於在2019年12月14日，在秀茂坪利安道15號順利商場（一期）3樓行人天橋保管兩罐噴漆，意圖在無合法辯解的情況下，准許他人使用該物品，以摧毀順利商場的一幅牆。被控一項管有物品意圖摧毀財產罪。2022年10月3日於觀塘裁判法院第2次提堂，辯方申請將案件押後至11月9日，以待控方考慮就本案能否以其他方式處理。署理主任裁判官陳慧敏批准押後申請，被告以原有條件保釋。[59]

- 2019年12月8日「國際人權日大遊行」前夕，警方於全港多處檢獲槍械等違禁物品，總共拘捕13人，被控12項控罪；2022年10月3日於東區裁判法院再提訊，作移交案件至高等法院開審。傳媒因報道限制，未能報道程序內容。

13名被告當中，張俊富、張銘裕及嚴文謙為「12港人」案的被告。賴振邦為「3C維修工作室」老闆。鍾雪瑩為前本土民主前線成員。蘇緯軒於2019年被指在大埔開槍襲警。各控罪詳情如下：
首罪為政府首次引用《聯合國（反恐怖主義措施）條例》下的「對訂明標的的爆炸的禁制」罪，涉及被告黃振強、吳智鴻、張俊富、張銘裕、嚴文謙、蘇緯軒、彭軍壕、李家田、賴振邦及許湛荣共10人。被指於2019年8月1日至12月8日期間，在香港串謀林銘浩（音譯）、梁正熙（音譯）及張建信（音譯）等，非法及故意向特定目標送遞、放置或引爆兩個爆炸裝置，意圖導致他人死亡或遭受身體嚴重傷害。
10人另被控交替第二控罪「串謀導致爆炸或製造、存有炸藥意圖危害生命或財產」，指他們於2019年8月1日至12月8日，非法及惡意作出任何藉爆炸品導致的爆炸，而該爆炸的性質相當可能會危害生命或對財產造成嚴重損害。
第三控罪「串謀謀殺罪」，指10人串謀謀殺警務人員。
第四控罪「管有爆炸品罪」，被告黃振強、張俊富被控於2019年12月3日至8日，在荃灣致利工業大廈一單位，管有兩盒煙火。
第五控罪「管有槍械或彈藥意圖危害生命罪」，被告吳智鴻，被控於2019 年12月8日，在北角富澤花園富嘉閣一單位，管有一支手槍、4個彈匣及106顆彈藥，意圖危害生命或容許他人藉以危害生命。
第六控罪「無牌管有槍械罪」，被告張俊富，被控於2019年12月8日，在荃灣致利工業大廈一單位，無牌管有4支含諾香草胺的噴霧。
第七控罪「管有槍械或彈藥意圖危害生命罪」，被告蘇緯軒、鍾雪瑩，被控於2019年12月20日，在大埔翠屏花園C座一單位，管有一支步槍、6 個內含211顆彈藥的步槍彈匣，及 2 個內含 30 顆彈藥的手槍彈匣，意圖危害生命或容許他人藉以危害生命。
第八控罪「使用槍械或彈藥意圖抗拒或阻止合法逮捕罪」，被告蘇緯軒，被控於2019年12月20日，在大埔翠屏花園C座地下，管有一支彈匣內含彈藥的手槍，意圖抗拒或阻止對被告本人或其他人的合法逮捕。
第九控罪「協助及教唆製造爆炸品罪」，被告蔡凱明，被控於2019年10月1日至12月31日期間，在香港協助及教唆吳智鴻、賴振邦製造 2 個引爆器。
第十控罪「串謀無牌管有槍械或彈藥罪」，被告陳玉龍，被控於2019年7月1日至2020年1月17日期間，在香港串謀蘇緯軒無牌管有槍械或彈藥。
第十一控罪「無牌管有槍械或彈藥罪」，被告陳玉龍，被控於2020年1月17日期間，在沙田廣源邨廣松樓一單位，無牌管有一支手槍、4個彈匣及92顆彈藥。
第十二控罪「管有槍械或彈藥意圖危害生命罪」，被告李家田，被控於2019年10月1日至11月30日，在香港管有一支手槍、一個彈匣及14 顆彈藥，意圖危害生命或容許他人藉以危害生命。

### 6日
法庭提堂

1名6六旬退休男子於或約於2020年2月4日，在香港在網上發布「真係認真諗吓，點樣殺死林鄭」言論，煽惑他人非法煽惑其他不知名人士，非法及惡意地導致林鄭月娥身體受嚴重傷害。被控「煽惑他人有意圖而導致有人身體受嚴重傷害」罪，10月6日在東區裁判法院首度提堂。
案件押至11月8日再訊，以候控方準備轉介區域法院的文件，期間被告獲准以3,000元保釋。

### 11日
法庭提堂

警方於5月拘捕6名男女，其中5人於2022年10月11日於東區裁判法院提堂。其中2人為首次出庭，另外3人已於5月10日首次提堂，主任裁判官嚴舜儀應控方要求押後案件，拒絕3被告保釋申請，須還押候訊。
首3人被控原被控「串謀煽惑他人有意圖而傷人」罪，後改為「串謀有意圖而傷人」罪，而首次提堂的2人也被控同樣控罪。
控罪指5人於2022年2月8日至2022年5月7日期間，於Telegram發布仇恨政府與殺警言論，及討論製造炸彈、如何購買武器等，在香港意圖使其他人身體受嚴重傷害，而一同串謀與其他不知名人士串謀非法及惡意傷害另一些人。其中1人在2022年5月7日，在鑽石山龍蟠苑龍珠閣一個單位內，管有一把刀，意圖將其作非法用途使用，另被控一項「管有攻擊性武器」罪。另外1人在2022年5月7日，在西貢嘉林別墅一個單位內，分別管有 1.98 克草本大麻、2 瓶含微量四氫大麻酚的呋喃衍生物固體，以及一支弩。被控「管有危險藥物」罪及「無牌管有槍械」罪。
控方並申請押後至11月2日再訊，以準備文件轉介至區域法院，亦將案件合併處理。裁判官劉淑嫻聽取辯方的保釋申請後，認為控罪嚴重，而案件將轉介區院審訊，被告有不依期歸押的風險，最終拒絕保釋。5人須還押。
警方於5月9日的記者會上，主講者，網絡安全及科技罪案調查科署理高級警司譚威信表示，該組織為一個「幾多人用嘅社交媒體嘅通訊平台」群組，6名被捕人士包括報稱倉務員的35歲男子，警方形容其為主腦，其餘被捕人包括17歲無業人士、16歲學生、36歲電腦技術人員、19歲學生及28歲保安員。譚威信指6人均為該激進組織的骨幹成員，包括群組擁有人、管理員及活躍成員等。譚威信指，該組織自2月開始，活躍於社交通訊平台，群組有超過2,200個訊息，他指訊息包括仇恨政府的言論，宣揚暴力及仇恨，當中提及字眼包括「大屠殺」、「武力屠殺」、「陪葬」、「劏頸」等，以及討論如何購買攻擊性武器，包括電槍及研究製造爆炸品，又準備不同裝備策劃暴力行動，例如刺死警務人員及防疫人員。行動中，警方檢獲9部手機、1部電腦、15支箭、2支仿製槍械，以及少量懷疑大麻等。行動仍在進行中，不排除再有人被捕。

### 5日
特區政府強烈反對美國國會及行政當局中國委員會評論

特區政府駁斥美國國會及行政當局中國委員會在10月5日發表的誤導性報告，斥其完全偏頗，表示強烈反對。

危害國家安全的行為和活動可造成非常嚴重的後果，必須採取措施防範和制止。香港執法部門根據證據、嚴格依照法律，以及就有關人士或單位的行為而採取執法行動，與其背景無關。報告倡議某界別或背景的人士可以凌駕於法律之上，是違反法治精神的說法。

報告針對法治的攻擊，《港區國安法》第4條訂明，香港特區維護國家安全應當尊重和保障人權，而第5條明確訂明就危害國家安全犯罪採取執法行動時，必須堅持法治原則。終審法院已指出這兩條條文對於《港區國安法》的整體詮釋至為重要。因此完全沒有事實根據。

就報告對不同組織解散作出毫無根據的指控，特區政府強調，《港區國安法》並非旨在防範、制止和懲治與其他國家、地區或相關國際組織的正常交流。此外，結社自由在香港特區受《基本法》保障。然而，儘管結社自由（如同其他權利和自由）應被尊重和保障，但有關的自由並非絕對，而是可以基於法律規定及為有需要保障國家安全或公共秩序等合法目的予以限制。縱使一些組織或許自行決定解散，但有關部門亦可根據相關法律規定解散某些組織，以減低有關組織可能帶來的危害國家安全風險。此等行動定當嚴格按照法律規定進行。

特區政府重申維護國家安全是所有香港居民的共同義務。在香港特區的任何機構、組織和個人都應當遵守《港區國安法》和香港特區有關維護國家安全的其他法律。特區政府加強宣傳和教育的工作，以提高社會各界對國家安全的認識和守法意識，是天經地義，亦實屬必須。

### 13日
法庭提堂

1名在2020年6月30日參與觀塘APM「和你 Sing」活動的23歲男子於2022年6月從英國回港接受警方拘捕和審訊，他被控非法集結罪，2022年6月14日在觀塘裁判法院首次提堂，當時主任裁判官錢禮應控方要求，押後6月22日再訊，被告准以5,000元保釋，期間不得離港。控方指，擬在再訊當日申請和另外2人案件合併。6月22日，裁判官押後該案至7月20日，以待辯方索取文件及法律意見，被告准以原有條件繼續保釋。同年10月13日認罪。主審法官，署理主任裁判官陳慧敏指，在庭上觀察被告表現，信納他自2013年起患自閉症，與一般年青人有別，並非為逃避責任而「扮病」。判刑時稱，雖然本案不涉及暴力行為，但被告案發時在現場積極參與，並叫喊口號和協助他人張貼標語，其行為可挑動示威者，及其他不同意見人士的反應；加上警方多番警告下，被告仍無動於衷，增加案件嚴重性。考慮到被告因本案未能如常讀書，以12星期監禁為量刑起點，認罪扣減3分1刑期，判囚8星期。

### 25日
法庭提堂

在旁聽師案中涉嫌煽動罪被捕的52歲男子蘇逸佳，因在2021年12月30日，在西九龍法院大樓外阻礙警方西九龍機動部隊第4連隊高級督察黃浩執行職務。被控阻差辦公罪。2022年10月25日在西九龍裁判法院承認控罪，裁判官施祖堯押後案件至11月14日判刑，並為被告索取感化及社會服務令報告，但強調會考慮所有判刑選項。被告准以原有條件繼續保釋。

## 11月

### 7日
法庭提堂

時任香港電台節目《鏗鏘集》編導蔡玉玲因為報道元朗7.21襲擊案進行車牌查冊，被控作虛假陳述，去年被裁定兩項罪名成立，罰款6000元。蔡玉玲提出上訴，高等法院今早由法官李運騰頒下書面裁決。
李運騰解釋裁決理據時指出，運輸署獲相關條例賦予權力，當中包括收集個人資料及向公眾人士提供車輛登記證明書的權力，須受到條例立法原意、《基本法》及其他法例保障的權利和規範，而公眾人士向署方獲取車輛詳情的權利亦非絕對。若然申請人根據有關規例索取車輛詳情的用途不符合當局獲賦權的立法原意，運輸署署長向申請人提供相關資料或文件將不能符合「相稱性」的要求，做法不單是不恰當，甚至可能是越權。因此，他完全同意裁判官裁斷，即立法機關的意圖不可能是讓人任意「濫用」這些資料，或不可能是讓公眾可基於任何目的而獲取屬於他人的重要資料
李運騰又指出，不會否定上訴人本著良好動機索取資料，但就定罪而言，良好動機並非辯護理由，因為上訴人在查冊申請表格剔選了用途選項後，還需要在申請表剔選聲明，以顯示明白查冊得到的個人資料應該用於交通及運輸事宜上。如故意提供失實資料，可被判罰款及監禁。如要在現行法律框架下，擴大新聞工作者或其他人士查閱車輛登記冊上資料的權利，唯有透過公開諮詢及討論，以立法解決。
最終李運騰認同裁判官的定罪裁決，駁回蔡玉玲上訴。

### 14日
法庭提堂

因在旁聽師案被查的被告蘇逸佳，原定14日於西九龍裁判法院就在2021年12月30日的阻差辦公罪由裁判官施祖堯進行判刑，施祖堯表示，被告的感化報告正面，感化官建議考慮感化令，但根據案件的性質，認為應判處社會服務令。今天沒有律師代表的被告自辯稱，即使願意履行社服令，但他擔心其身體未必應付自如，尤其因椎間盤移位以致不能長期站立。因此，裁判官下令押後案件兩個星期至11月28日再作判刑，以索取社服令報告，而進一步了解被告的健康狀況。

### 16日
特區政府駁斥美國政府報告

特區政府發表聲明強烈反駁美國美中經濟與安全審議委員會報告，再次對香港特區作出惡意詆毀和政治攻擊，並促請美國立即停止歪心干涉香港特區的事務。
美中經濟與安全審議委員會早前發表報告，表示香港的司法制度愈加貼近內地。香港進一步受北京控制，而變得孤立。又指特區政府安全部門按北京指示，持續控制香港自由，令香港人的生活受重大影響，導致眾多香港人移民。更稱香港的司法制度愈加貼近內地，而《港區國安法》案件需由指定法官審理，亦削弱司法獨立。
特區政府表示，報告所指針對港特區選舉制度作出不符事實的抹黑，強調政權掌握在愛國者手中是世界通行的政治原則，指出任何人士擁有任何背景，只要符合愛國者的要求和具體標準，都可以依法參加選舉，進入特區管治架構，為香港市民服務。又指2021年12月19日及2022年5月8日成功舉行第7屆立法會選舉及第6任行政長官選舉，均嚴格按照香港特區選舉法例的規定公開、公平和誠實地進行，充分彰顯了新選舉制度的廣泛代表性、政治包容性、均衡參與性和公平競爭性。選舉制度絕對符合「一國兩制」原則和香港的實際情況，有利於維護香港居民的民主權利及香港的民主發展，更有利於保持香港的長期繁榮穩定。
另外，政府批評報告利用不符事實的藉口惡意詆毀《香港國安法》，以及在《基本法》第23條立法建議仍未公布前，便試圖抹黑。重申香港享有獨立的司法權和終審權，特區政府維護市民受法律保障的權利與自由，奉勸包括香港居民和海外人士都不會誤墮法網。

### 23日
法庭提堂

2名男子於2022年6月4日晚上8時許，在香港銅鑼灣記利佐治街18至20號地下「H&M」外，因拒絕警員22683陳美耀及24584邱偉航要求出示身分證，被控阻礙依法執行公務的公職人員罪。11月23日於東區裁判法院首次提堂，2人均認罪，主任裁判官嚴舜儀稱被告的行為吸引現場人士聚集，令警方面對的風險增加，並將案押後至12月7日判刑，以待索取社會服務令及感化報告，期間他們續准以8000元保釋。
案情指，2名任職本地物流公司的被告一駕駛輛車牌有「894」字眼的貨車在涉案街道停泊準備卸貨。當2名警員各向被告要求出示身分證及3度作口頭警告時，他們沒有理會更顯得憤怒，作騷擾和生事行為，吸引在場人群聚集，最終2人被帶走，警誡下保持緘默。辯方求情指，本案不涉暴力成分，2人一時衝動下愚眛犯案，望得法庭輕判。

### 28日
法庭提堂

- 1名29歲女子於2019年9月2日旺角警署外聚集，其中一名女子被指把汽水罐擲向警員背部，及後搜出鐳射筆、手袖等物。被控襲警及在公眾地方管有攻擊性武器2罪。被告否認控罪，經審訊後被裁定罪名成立，2022年11月28日於西九龍裁判法院由裁判官施祖堯判刑。

施祖堯指，被告案發時向防暴警察投擲汽水罐，雖然沒有令警員受傷，但被告的行為是「目無法紀，挑動群眾」；又指被告當時身上攜有鐳射筆，用作照射警員的風險高。
就襲警罪，以判囚9星期為量刑起點，因檢控延誤扣減1星期刑期；而「在公眾地方管有攻擊性武器」罪，則以判囚4個半月為量刑起點，因檢控延誤扣減半月。考慮量刑整體性，認為被告的2項控罪互相加重罪責，遂下令其中1個月刑期分期執行，最終共判囚5個月。由於被告懷有7個月身孕，預產期為明年1月，判處的刑期意味被告須在獄中分娩。
辯方早前求情時透露，被告與前夫育有一名7歲女兒，目前與男友同居，懷有7個月身孕，預產期為明年1月，又指本案在事發後近3年才起訴，延誤對被告造成一定影響。辯方指，被告過往3年奉公守法，相信重犯機會低，亦無證據證明她曾使用涉案物品，或屬激進示威者，望法庭考慮判處社會服務令或緩刑。但控方指受條例所限，法庭無權判處緩刑。最終施祖堯僅索取被告背景報告，沒有索取社會服務令報告。

- 因在旁聽師案被查的被告蘇逸佳，就在2021年12月30日的阻差辦公罪於28日在西九龍裁判法院由裁判官施祖堯判刑，早前他承認控罪，施祖堯判刑指，被告在法院大樓外阻撓警方的行為並不牽涉暴力，案情相對輕微，認為可接納感化官在報告的建議，再綜觀其年紀及過往有穩定工作，相信他是一時衝動，因此能判處社服令了事。最終判處被告80小時社會服務令。[75]

### 28-29日
28日晚間，香港中環戲院里有約60人聚集聲援，警員記下多名與會者身份，並提及限聚令，籲市民不要聚集。香港社會運動人士王婆婆在現場手持代表性的黃色雨傘支持烏魯木齊時遭到反對者攻擊，把雨傘摔在地上並將其推倒，王婆婆當場無法起身，送醫後沒有大礙。一名22歲男襲擊者隨後遭警方以涉嫌構成普通襲擊及刑事毀壞罪逮捕。另外，香港中文大學亦有近百人聚集悼念，有保安在場拍攝但沒有阻止。到29日晚上，10多名學生在在油麻地文明里休憩處沿上海街游走。到晚上8時50分大批警員到場，並在永星里及上海街交界行人路設封鎖線。警員抄下各人身分證資料和搜出他們持有的白紙及寫有字句的紙張後。被截查者到晚上9時35分才獲准離開。同日傍晚港大亦有10人聚集，保安要求他們展示學生證證明身分，並要求吹熄蠟燭。聚集者在晚上8時許散去；而科大有人在「大字報牆」張貼寫有「白紙革命」等文宣，其後被保安移除。

## 12月

### 7日
法庭提堂

5名男女於2019年10月7日，在屯門港鐵兆康站及輕鐵兆康站一帶與其他不知名人士參與暴動；其中1男1女保管或控制一支 74 厘米長的鐵棍，控制一把鉗子及一瓶噴漆。被控暴動及管有物品意圖損壞財產罪。
其中20歲男生及14歲女生開審前認罪，而另外3名被告 - 17歲學生、33歲電訊銷售員及21歲女學生不認罪受審，2022年12月7日於區域法院由法官李慶年裁定罪名成立，全部還押至12月14日判刑。
李慶年指，3人當時在暴動核心範圍附近，「不可能是路經此地」，又指當時沒有新冠肺炎及口罩令，有被告佩戴口罩或面巾，明顯是逃避偵查。法官續指，各人管有頭盔、眼罩及手套等物品，「已經產生足夠的累積效應」，認為他們不是無辜途人，而是有備而來、蓄意留守提供鼓勵。雖然沒有證據證明大部分被告在被發現前的言行，但根據案例，法庭仍可根據環境證據的累積效應而裁斷。他指，3名被告當時在暴動核心範圍附近出現，「不可能是路經此地」。若真是「路經此地」，質疑一名正常、心智成熟及無辜的路人，「怎會繼續跟隨該批人逃跑或離開現場？佩戴示威裝備及管有示威裝備？一名無辜的途人，身上沒有佩戴口罩或任何示威裝備，何需擔心被警員誤會？」當時西鐵站被大肆破壞，附近的人不可能不知道當時正發生暴動，「無辜的途人不會戴口罩或面巾，不會管有示威裝備，更不會見到警員而害怕」。
關於3名不認罪被告罪成的證據，李慶年引述被截停時戴面巾、手持雨傘，被搜出頭盔、防毒面罩、眼罩及 57 條膠索帶；穿着黑衣、戴手袖及頭套，被搜出頭盔及過濾口罩；被截停時戴口罩，被搜出勞工手套及護目鏡。他續指，各人管有頭盔、眼罩及手套等示威者裝備，「已經產生足夠的累積效應」，認為被告不是無辜途人，而是有備而來、蓄意留守提供鼓勵，亦預期有人進行破壞，及實際進行了破壞，裁定暴動罪名成立。

### 11日
特區政府強烈譴責美國國務院有關特區法院判刑的失實誤導言論

特區政府發表聲明，就美國國務院發言人奈德普賴斯在社交媒體上就法院依法就黎智英欺詐案的判刑作出失實、誤導和干預司法公平審訊的荒謬言論，對香港司法制度作出政治干預、惡意抹黑予以強烈譴責及反對。美方為達其政治利益，公然干預法庭公正審訊案件，嚴重破壞法治精神，違反國際標準及國際法，更歪理成群，只暴露其霸凌野蠻，失信於人。
特區政府強調，案件被告充分行使其辯護權，由擁有獨立審判權的法庭在公開聆訊後基於事實和證據判刑，而判刑理據亦已在公開的判刑理由書中詳細解釋。有關案件為一宗欺詐案件，與新聞和言論自由無關。正如判辭中指出，該案的性質純然是一宗簡單的欺詐案，不應把案件的審訊扣上任何政治帽子。這對控辯雙方以及整個社會都是不公平的。《基本法》第85條訂明，香港特區法院獨立進行審判，不受任何干涉。特區政府嚴正敦促美方停止干預香港特區的審判獨立和內部事務。
外交部駐港公署斥責美國干涉香港法治

外交部驻港公署针对美国务院发言人、国会个别政客罔顾是非曲直，对香港特区法院依法裁判黎智英欺诈案说三道四，恶意诋毁香港人权法治状况，表示强烈不满和坚决反对，正告外部干预势力立即停止借人权之名干扰特区司法活动，立即停止干涉香港事务和中国内政！
法治是香港繁荣稳定的重要基石，香港居民依法享有的言论、新闻、结社等权利自由得到充分保障。但权利自由不是违法犯罪行为的“通行证”，不是罔顾法律之人的“免罪牌”，更不是反中乱港分子的“特权书”。任何人无论其有何身份背景，背后有何势力支持，都没有法外特权。黎智英欺诈案事实依据充分、程序完全合法、判决依法公开，特区法院依法审判正当合法合理，天经地义、无可指摘、不容置喙！
一起普通的刑事案件，就因其涉及个别违法犯罪的反中乱港分子，美方就急不可耐地跳将出来，不分青红皂白地给中国政府和香港特区政府扣上一顶“不尊重新闻自由”的帽子横加指责，让世人再次看清黎智英的“代理人”和“马前卒”身份。美方常常把法治公平正义挂在嘴边，却一再将违法犯罪分子美化为“人权先锋”，对特区法院公正审判妄加置评，为反中乱港分子撑腰张目，赤裸裸将政治操弄凌驾于特区法律之上，明晃晃将“人权”当做政治表演和利益输出的工具，是非不明、黑白不分、公义不存，还有何面目以“人权卫道士”自居?!
发言人强调，香港是中国的香港，香港事务纯属中国内政。外部干预势力任何诬蔑抹黑都阻挡不了香港由乱转治、由治及兴的历史大势，都改变不了香港繁荣发展的光明前景，都迟滞不了中华民族伟大复兴的铿锵步伐。我们敦促有关国家和政客认清形势，恪守不干涉内政等国际法原则和国际关系基本准则，切实尊重法治精神，立即停止包庇和美化违法犯罪分子的徒劳之举，立即停止对香港人权法治的诋毁抹黑，立即收回干预香港事务和中国内政的“黑手”！

### 14日
法庭提堂

5名男女因在屯門兆康站參與暴動，破壞設施及鐵棍及噴漆等物品。全部被控暴動罪，2022年12月14日在區域法院由法官李慶年判刑。
法官李慶年指，本案暴動規模及犯案情節「中等」，而本案被告屬「蓄意留守而提供鼓勵者」，遂就 4 名現已成年被告，以判囚3年9個月為量刑起點，考慮4人具良好背景兼同意控方大部分案情，遂下調刑期至3年6個月。判刑如下：
何嘉俊（20歲，下同；地產經紀）：暴動罪，李慶年指按暴動案例，獲判入勞教中心被告，多半是案發時14至15歲少年人，但被告案發時已成年，「應該懂得分辨是非，及自己行為可能造成嚴重的後果」，加上報告指被告不適合勞教中心，也不見本案有檢控延誤而有減刑因素，故選擇判囚。因認罪獲扣減後判刑2年零7個半月，管有物品意圖損壞財產罪獲法庭存檔；

雷呈昊（17歲，學生）、黃健進（33歲，電訊銷售員）及陳朗婷（21歲，女學生）：暴動罪，李慶年裁決時指，3人當時在暴動核心範圍附近，「不可能是路經此地」，又指當時沒有疫情及口罩令，被告佩戴口罩或面巾，明顯是逃避偵查。法官續指，各人管有頭盔、眼罩及手套等物品，「已經產生足夠的累積效應」，認為他們不是無辜途人，而是有備而來、蓄意留守提供鼓勵。因此裁定暴動罪成。判刑3年6個月；

14歲女生：暴動罪，因認罪及李慶年指她案發時心智明顯不成熟，另患精神情緒問題，有自殘行為，考慮報告及背景後，最終判入教導所。管有物品意圖損壞財產罪獲法庭存檔。

### 15日
法庭提堂

1名41歲男子因2019年10月12日在九龍塘港鐵站企圖縱火被控縱火罪，於2021年12月28日被判入獄4年半，他不服判決上訴；2022年12月15日，高等法院上訴庭法官潘敏琦駁回申請，指早前律政司代表亦回應指，被告對 WhatsApp 紀錄解讀斷章取義。而原審法官李慶年對被告的WhapsApp對話理解沒有出錯，他沒有可爭辯的論點。被告親自發言時，再度嘗試提及WhatsApp對話的意思，但遭潘敏琦打斷，重申法庭不會接納新證據，他應在原審時解釋。王最後表示沒有補充。潘敏琦最終認為其定罪上訴沒有合理成功的機會，拒絕批出上訴許可，並同時發出「減時命令風險警告」。法官將於3個月內頒下書面判詞，期間上訴人繼續服刑。

### 30日
第六次人大釋法

黎智英案引發人大第六次釋法。